# Geometra papilionaria
Geometra papilionaria (Linnaeus, 1758) è un lepidottero appartenente alla famiglia Geometridae, diffuso in Eurasia.

## Descrizione

### Adulto
Questa grande falena verde-bluastra ha una particolare forma caratteristica. Tra tutte le specie della sottofamiglia Geometrinae è quella dalle dimensioni maggiori (41–50 mm di apertura alare), tant'è che in inglese viene comunemente denominata Large Emerald, ovvero Smeraldo gigante.

Le ali presentano inoltre delle linee trasversali bianche spezzettate poco vistose, talvolta totalmente assenti. Come in tutte le Geometrinae i colori rimangono intensi solo per pochi giorni, tendendo poi a sbiadire fino a impallidire negli esemplari più vecchi. Volano nei boschi da fine giugno a metà agosto, raramente anche in maggio o fino a settembre.
I sessi sono simili, tranne che per le antenne pettinate del maschio.

### Larva
Le uova schiudono tra agosto e settembre. La larva che ne fuoriesce, di colore marrone, comincerà a nutrirsi fino alla caduta delle foglie, dopodiché cercherà un riparo sicuro tra i rami, spesso nelle vicinanze di una gemma, per potersi ibernare. Allo spuntare delle nuove foglie riprenderà a mangiare acquisendo una colorazione più intensa e accrescendo le proprie dimensioni.

I bruchi maturi si aggirano infatti intorno ai 30 mm. Presentano una conformazione a ramo, con una piccola protuberanza sotto l'addome e un bitorzolo marrone sul lato. Sono di un colore verde-giallastro, il capo è prevalentemente verde con un leggero riflesso brunasto sulla pagina inferiore. Vivono su svariati alberi e arbusti, come betulle, faggio, ontano, nocciolo, sorbo degli uccellatori, salici e tigli, fino a tarda estate.

Per impuparsi si calano al suolo o nei fitti strati di muschio sui rami e tessono un bozzolo tra le foglie o i detriti intorno, dal quale usciranno dopo circa quattro settimane. Esiste una sola generazione all'anno.

## Distribuzione
La G. papilionaria è diffusa in quasi tutta Europa, Turchia settentrionale, Transcaucasia, Caucaso e Siberia, a est fino all'isola Sachalin e al Giappone.